# Asturiana Mining Company
La Asturiana Mining Company nace en 1998 de la mano del músico/productor/promotor Michael Lee Wolfe. Sus arreglos musicales y la presencia del gaitero y cantante Berto Varillas acabarán formando parte de las señas de identidad de la formación.  

## Trayectoria
El resultado de la búsqueda de un camino entre el folklore de los blues y la fecunda tradición asturiana, queda reflejado en el CD Patrimoniu, que sale en el año 2000. La voz y la gaita de Berto Varillas, premio Macallan del año 1988 en el Festival Intercéltico de Lorient, y la percusión de Manuel Cordero, se convierten en una seña de identidad de la formación. Pronto la banda viaja a festivales.
Pero AMC no es solamente una banda sino también un taller de ideas y de aprendizaje del que salen varios proyectos en los que la música asturiana se funde con otras tradiciones e ideas originales. En 2002 cuatro miembros de AMC sacan el CD Tradición, bajo el nombre de Ástura, dejando la puerta abierta a nuevos proyectos a través de una formación de bandina tradicional.  
En 2004 AMC pone música al espectáculo Nel Camín, basado en temas asturianos relacionados con el Camino de Santiago, en el que colaboran cantantes de tonada asturiana como Liliana Castañón, Urbano Prieto y Anabel Santiago. De este espectáculo llegan a llevarse a cabo 25 representaciones por toda la geografía asturiana. Algunos de los temas que lo integraban fueron grabados posteriormente por Anabel Santiago y por la propia Asturiana Mining Company.
A partir de este momento se inicia la colaboración con Anabel Santiago, a la que AMC acompañará durante cinco años. El fruto de esta colaboración son tres grabaciones: Anabel Santiago canta a Diamantina Rodríguez, considerado por la crítica uno de los mejores discos de canción asturiana de la década; Torner, acercando al gran público la belleza y diversidad de su Cancionero; y Desnuda, en el que Anabel Santiago ofrecía su vertiente más pop. 
El trabajo Torner acabó convirtiéndose en un espectáculo del mismo título y que, como ya había sucedido con Nel Camín, fue llevado por toda Asturias y diversas localidades de España.
Cabe destacar, igualmente, la colaboración de la Asturiana Mining Company en las películas Pídele cuentas al Rey, de la que existe CD de su banda sonora, y Cenizas del Cielo, ambas del director José Antonio Quiros. 
2011 arrancó con una actuación de la Asturiana Mining Company como soporte musical de toda la gala de Noche Vieja en TPA, que vieron en Asturias más de cien mil espectadores, dentro del programa SONES, el de mayor audiencia de la televisión autonómica. 
El título de su último trabajo es Sones por Berto Velasco, en memoria del importante luthier de gaitas asturianas y padre del cantante Berto Varillas. Su canción Si nun conoces Val.louta resultó ganadora del Premiu al Meyor Cantar, en la edición del año 2012, convocado por la Conseyería d'Educación, Cultura y Deporte del Principado de Asturias. La canción, compuesta por Macu González se basa en el ritmo tradicional del son d'arriba. Esta misma canción recibió el Premiu del Públicu del festival Liet International de 2012.

## Discografía, Filmografía y Espectáculos
| Año  | Película                                                            |
| ---- | ------------------------------------------------------------------- |
| 2000 | CD Patrimoniu                                                       |
| 2001 | CD BSO Pídele cuentas al Rey, música original de Juan Carlos Cuello |
| 2002 | CD Tradición, como Ástura                                           |
| 2004 | Nel Camín                                                           |
| 2005 | CD Anabel Santiago canta a Diamantina Rodríguez, con Anabel         |
| 2005 | CD Torner, como Ástura                                              |
| 2007 | CD Desnuda, con Anabel                                              |
| 2009 | BSO Cenizas del cielo                                               |
| 2011 | CD Sones por Berto Velasco                                          |